# Paul Lonyagata
Paul Lonyagata (12 dicembre 1992) è un mezzofondista e maratoneta keniota.

## Carriera
Nel 2010 ha vinto una medaglia di bronzo nei 10000 metri ai Mondiali juniores. Dal 2012 si dedica principalmente a corse su strada (maratone, distanza su cui ha esordito nel 2013, e mezze maratone).
Nel 2019 ha partecipato ai Mondiali di Doha, correndo la maratona, che ha però concluso con un ritiro.

## Palmarès

### Mondiali juniores
- 1 medaglia:
  - 1 bronzo (Moncton 2010 nei 10000 metri)

## Altre competizioni internazionali
2011
- Oro alla Tegla Loroupe Peace Race ( Kapenguria) - 27'14"

2012
- 5º alla Berlin Half Marathon ( Berlino) - 59'53"
- Argento alla Philadelphia Rock 'n' Roll Half Marathon ( Filadelfia) - 1h00'43"
- 4º alla Peachtree Road Race ( Atlanta) - 28'01"
- 8º alla San Juan World's Best 10K ( San Juan) - 28'42"
- Bronzo alla Tao Baja Carrera Int. Abraham Rosa 10km ( Tao Baja) - 29'08"

2013
- Argento alla Xiamen International Marathon ( Xiamen) - 2h07'44"
- Oro alla Maratona di Lisbona ( Lisbona) - 2h09'46"
- 4º alla Luanda International Half Marathon ( Luanda) - 1h02'58"
- 4º al Giro podistico internazionale di Castelbuono ( Castelbuono) - 30'33"

2014
- 9º alla Maratona di Boston ( Boston) - 2h12'34"
- Argento alla Honolulu Marathon ( Honolulu) - 2h16'04"
- 8º alla Ras Al Khaimah International Half Marathon ( Ras Al Khaimah) - 59'54"
- 5º alla Luanda International Half Marathon ( Luanda) - 1h00'57"

2015
- Oro alla Shanghai International Marathon ( Shanghai) - 2h07'14"
- 5º alla Copenhagen Half Marathon ( Copenaghen) - 1h00'01"

2016
- 5º alla Maratona di Boston ( Boston) - 2h15'45"
- 4º alla Maratona di Chicago ( Chicago) - 2h13'47"
- Bronzo alla Mezza maratona di Lisbona ( Lisbona) - 1h00'11"

2017
- Oro alla Maratona di Parigi ( Parigi) - 2h06'10"
- Argento alla Mezza maratona di Parigi ( Parigi) - 1h00'40"
- 5º alla Corrida Internacional de São Silvestre ( San Paolo), 15 km - 45'28"

2018
- Oro alla Maratona di Parigi ( Parigi) - 2h06'25"

2019
- Bronzo alla Maratona di Parigi ( Parigi) - 2h07'29"
- Bronzo alla Mezza maratona di Buenos Aires ( Buenos Aires) - 59'48"